# Frații Dabija
Frații Dabija este un film românesc din 2015 regizat de Cătălin Droghici.